# Соков, Василий Викторович
Васи́лий Ви́кторович Со́ков (род. 7 апреля 1968, Душанбе) — советский, российский и узбекский легкоатлет, специалист по прыжкам в длину и тройным прыжкам. Выступал за сборные СССР, СНГ, России и Узбекистана по лёгкой атлетике в 1989—2002 годах, дважды бронзовый призёр чемпионатов Европы в помещении, многократный победитель и призёр первенств национального значения, участник двух летних Олимпийских игр. Мастер спорта России международного класса. Тренер и преподаватель.

## Биография
Василий Соков родился 7 апреля 1968 года в городе Курган-Тюбе Таджикской ССР.
Занимался лёгкой атлетикой в Душанбе, выступал за Вооружённые силы.
Впервые заявил о себе на взрослом всесоюзном уровне в сезоне 1988 года, когда выиграл серебряную медаль в прыжках в длину на чемпионате СССР в Таллине (показанный здесь результат 8,18 метра поныне остаётся национальным рекордом Таджикистана).
В 1989 году занял 14-е место в тройном прыжке на чемпионате Европы в помещении в Гааге.
В 1990 году взял бронзу в тройном прыжке на зимнем чемпионате СССР в Челябинске.
В 1991 году в тройном прыжке стал бронзовым призёром на зимнем чемпионате СССР в Волгограде и на летнем чемпионате страны, проходившем в рамках X летней Спартакиады народов СССР в Киеве. Попав в основной состав советской национальной сборной, принял участие в чемпионате мира в Токио, где показал четвёртый результат.
В 1992 году одержал победу на зимнем чемпионате СНГ в Москве, получил бронзовую награду на чемпионате Европы в помещении в Генуе, выиграл бронзовую медаль на летнем чемпионате СНГ в Москве. Благодаря череде удачных выступлений вошёл в состав Объединённой команды, собранной из спортсменов бывших советских республик для участия в летних Олимпийских играх в Барселоне. Прыгнул на Олимпиаде на 16,86 метра, расположившись в итоговом протоколе соревнований на девятой строке.
После барселонской Олимпиады Соков продолжил выступать на крупнейших международных стартах в составе российской национальной сборной. Так, в 1993 году он получил серебро и золото на зимнем чемпионате России в Москве — в прыжках в длину и тройных прыжках соответственно, выступил в тройном прыжке на чемпионате мира в помещении в Торонто, в той же дисциплине победил на летнем чемпионате России в Москве, участвовал в прыжках в длину и тройных прыжках на чемпионате мира в Штутгарте.
В 1994 году в тройном прыжке стал серебряным призёром на зимнем чемпионате России в Липецке, взял бронзу на чемпионате Европы в помещении в Париже, победил на летнем чемпионате России в Санкт-Петербурге, стал шестым на Играх доброй воли в Санкт-Петербурге и четвёртым на чемпионате Европы в Хельсинки.
На чемпионате России 1995 года в Москве Соков был лучшим в тройных прыжках, но провалил допинг-тест — его проба показала наличие запрещённого вещества эфедрина. В итоге за нарушение антидопинговых правил спортсмена дисквалифицировали сроком на три месяца, а его результат на чемпионате России аннулировали.
По окончании срока дисквалификации вернулся в большой спорт, победил на чемпионате России в Санкт-Петербурге и благополучно прошёл отбор на Олимпийские игры в Атланте — на сей раз с результатом 16,68 метра в финал не вышел.
В 1997 году стал серебряным призёром чемпионата России в Туле, отметился выступлением на чемпионате мира в Афинах.
В 1998 году победил на зимнем и летнем чемпионатах России в Москве, занял пятое место на чемпионате Европы в Будапеште.
В 1999 году выиграл зимний чемпионат России в Москве и летний чемпионат России в Туле, показал 12-й результат на чемпионате мира в Севилье.
В 2001 году представлял Узбекистан на чемпионате мира в Эдмонтоне, но в финал не вышел.
В 2002 году в составе узбекской национальной сборной выступил также на чемпионате Азии в Коломбо, где в программе тройного прыжка занял итоговое пятое место.
За выдающиеся спортивные достижения удостоен почётного звания «Мастер спорта России международного класса».
Впоследствии работал тренером и менеджером в Федерации лёгкой атлетики Республики Саха — Якутия. Преподаватель на кафедре лёгкой атлетики Института физической культуры и спорта Северо-Восточного федерального университета имени М. К. Аммосова.
Его жена Мария Сокова — тоже известная легкоатлетка, специалистка по прыжковым дисциплинам. Вместе с женой неоднократно участвовал в различных мастерских соревнованиях по лёгкой атлетике.